# زیگفرید اشنایدر
زیگفرید اشنایدر (انگلیسی: Siegfried Schneider (volleyball)؛ زادهٔ ۱۲ نوامبر ۱۹۳۹) یک بازیکن والیبال اهل آلمان است.